# Dorohucza
Dorohucza – wieś w Polsce położona w województwie lubelskim, w powiecie świdnickim, w gminie Trawniki. Leży w Obniżeniu Dorohuckim, które bierze swą nazwę od nazwy wsi. Miejscowość leży przy drodze krajowej nr 12 i drodze wojewódzkiej nr 838. 
Wieś szlachecka Drohucza położona była w drugiej połowie XVI wieku w powiecie lubelskim województwa lubelskiego. Od 13 marca do 3 listopada 1943 (aktion Erntefest) na prawym brzegu rzeki Wieprz istniał tu hitlerowski obóz pracy SS, filia obozu w Trawnikach.
W latach 1954–1957 wieś należała i była siedzibą władz gromady Dorohucza, po jej zniesieniu w gromadzie Trawniki. W latach 1975–1998 miejscowość administracyjnie należała do ówczesnego województwa lubelskiego.
Wieś jest sołectwem w gminie Trawniki. Według Narodowego Spisu Powszechnego z roku 2011 wieś liczyła 733 mieszkańców.

## Sport
W Dorohuczy działa założony w 1960 roku klub piłkarski Ludowy Klub Sportowy Vir Dorohucza. W sezonie 2019/2020 drużyna rywalizuje w rozgrywkach klasy B, grupy lubelskiej IV.

## Zabytki
Według rejestru zabytków Narodowego Instytutu Dziedzictwa na listę zabytków wpisane są następujące obiekty:
- kościół par. p.w. św. Tadeusza Judy, nr rej.: A/604 z 25.05.1972
- cmentarz kościelny, nr rej.: j.w.
- karczma, nr rej.: A/603 z 25.05.1972.

Kościół pw. św. Judy Tadeusza znajduje się w centrum miejscowości. Wybudowany został pod koniec XVIII wieku (około 1790 roku), ufundowany przez szlachecką rodzinę Siła-Nowickich. Niedaleko kościoła znajduje się kapliczka z rzeźbą św. Jana Nepomucena, której powstanie datowane jest na 1785 rok.
W miejscowości znajdują się również ruiny dworu szlacheckiego oraz była karczma dworska, która do niedawna stanowiła siedzibę szkoły podstawowej, a także młyn z końca XIX wieku.
W dniu 29.07.2014 Fundacja „Tradycje i Historia Gminy Trawniki” rozpoczęła budowę „Izby Pamięci”, w której zachowane będą pamiątki, zdjęcia, przedmioty, a nawet pojazdy – z okresu od powstania styczniowego (1863) do współczesności. Izba będzie podzielona na 6 sekcji: motoryzacyjną, pożarniczną (straż pożarna), kowalstwo, ślusarstwo, zdjęcia, militaria.
W pobliżu wsi istnieje torfowisko – Uroczysko Jezioro koło Dorohuczy.

## Galeria

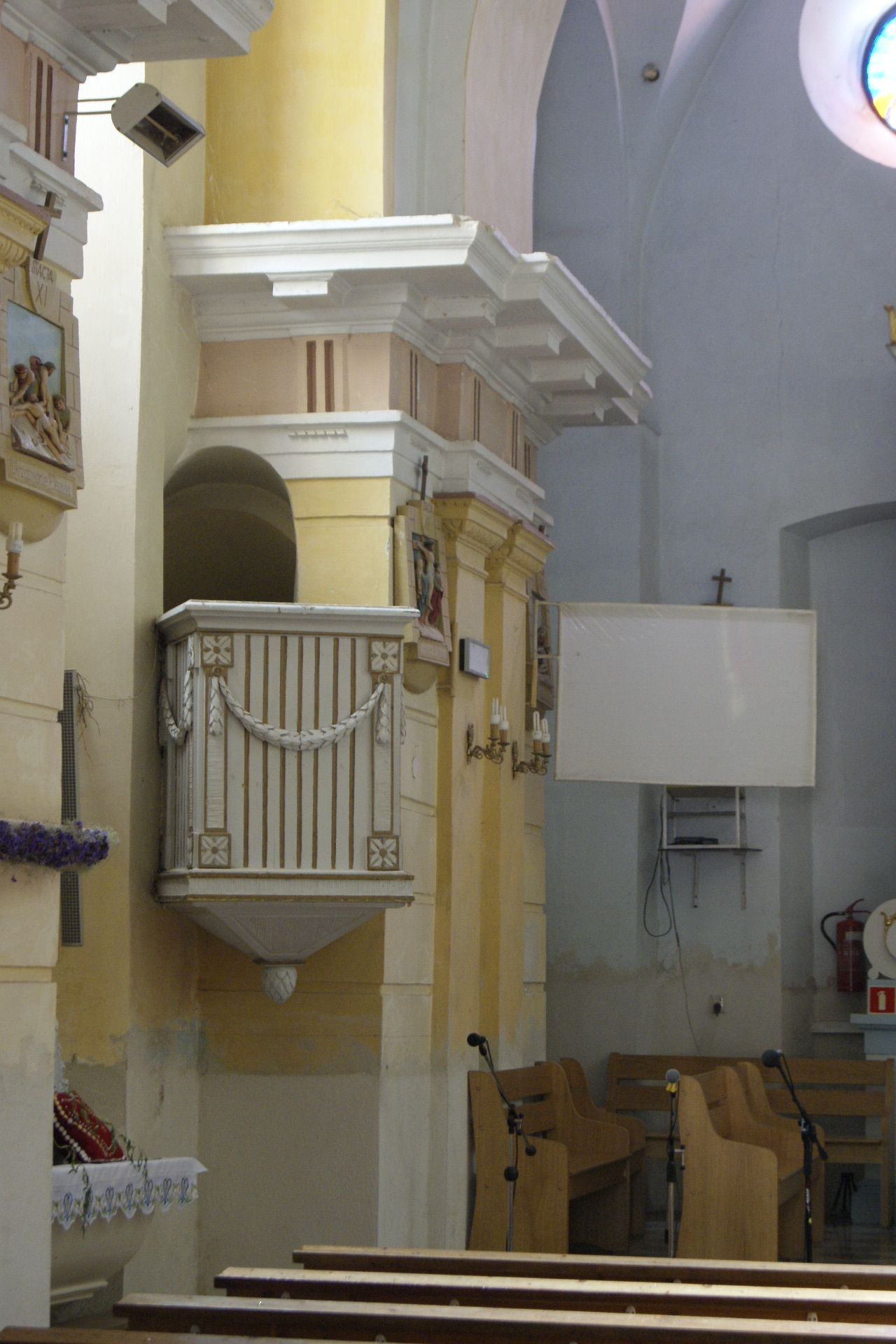
Wnętrze kościoła
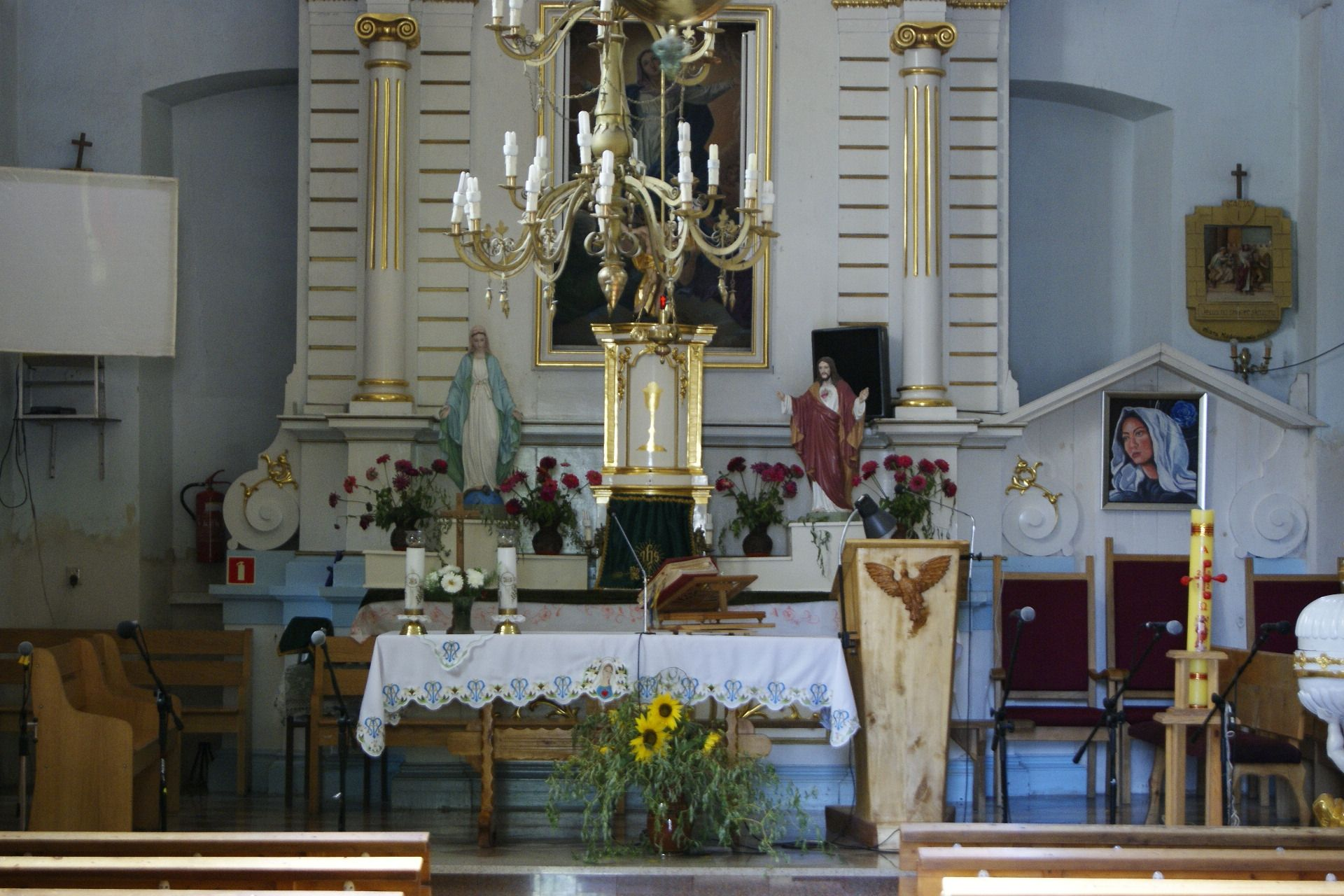
Ołtarz główny
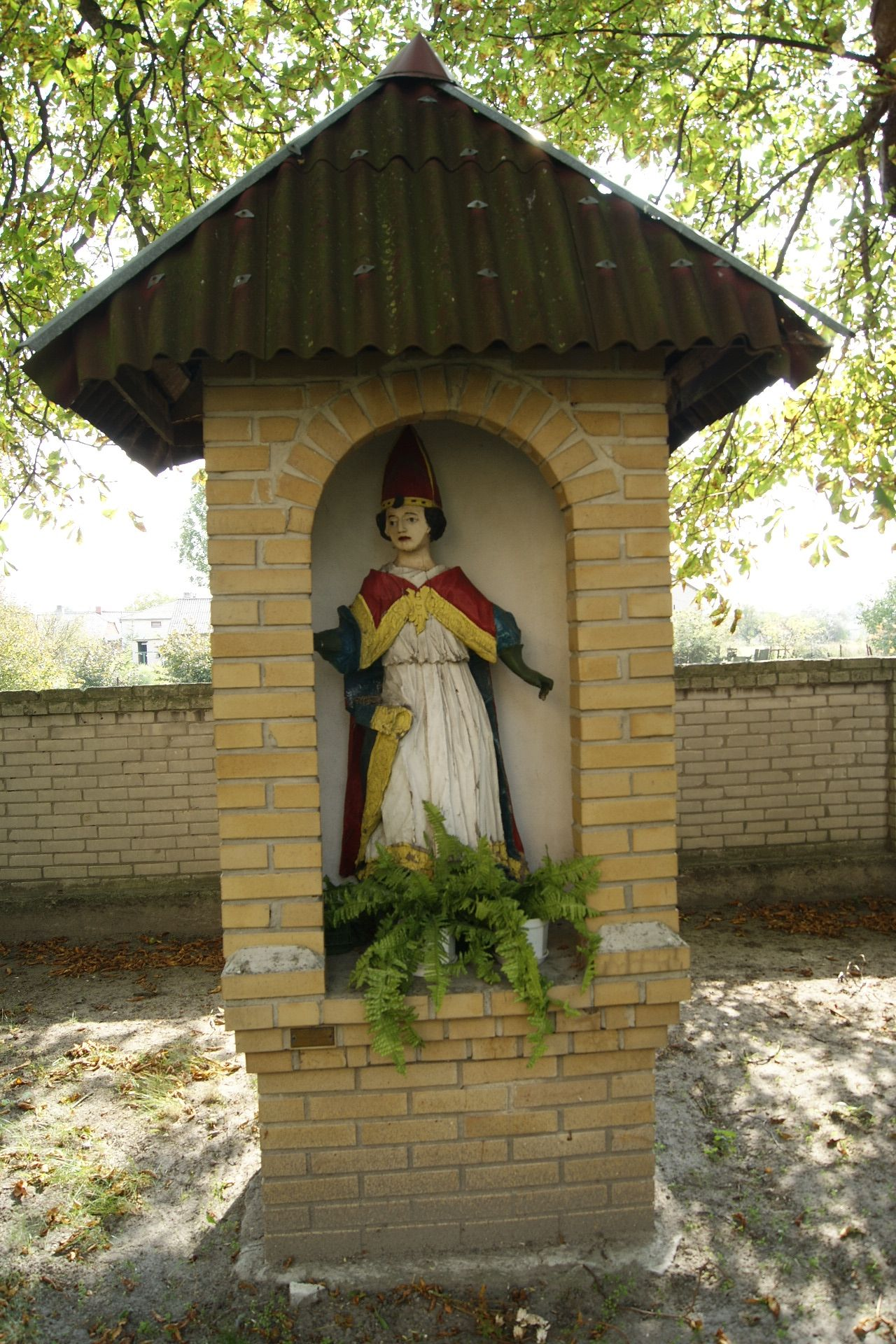
Kapliczka
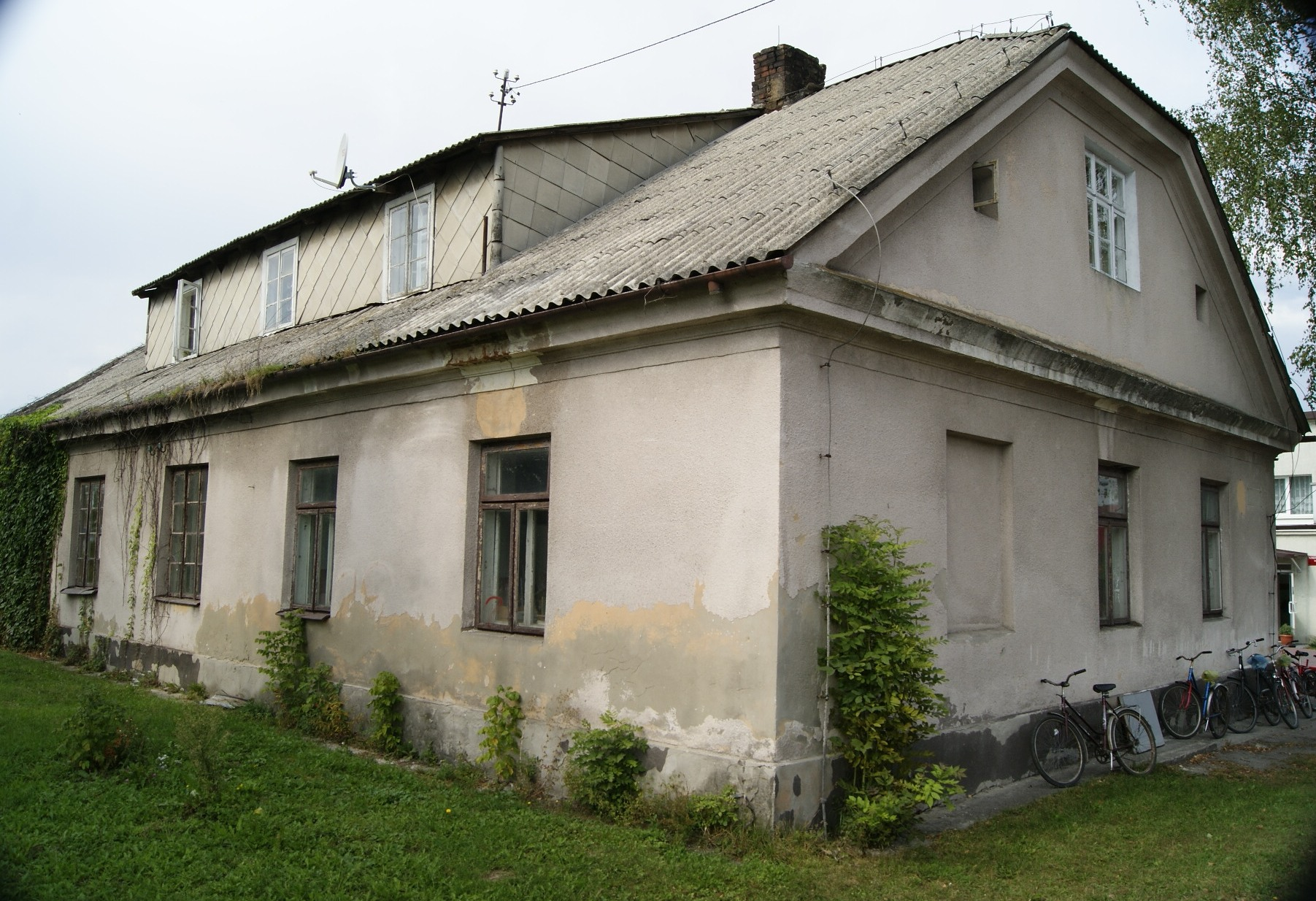
Stara karczma